# Kōsan-ji

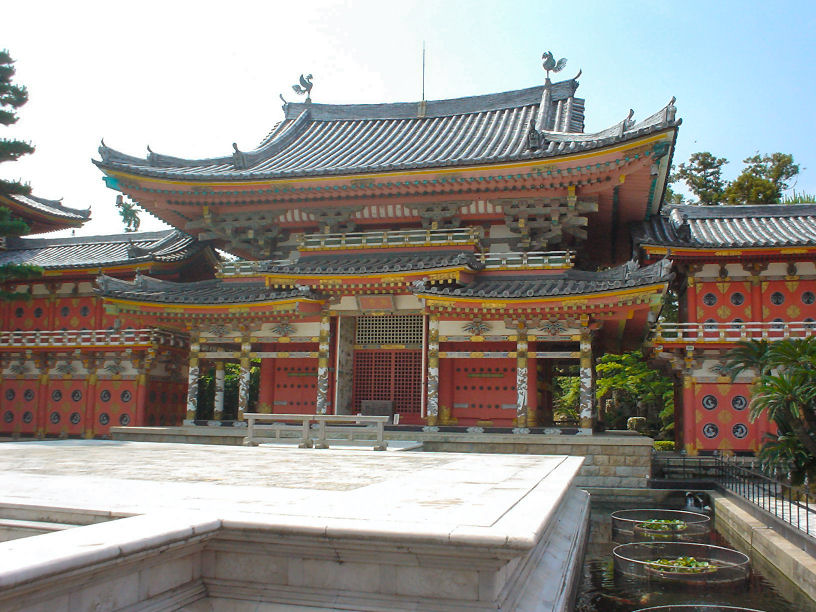
Hon-dō de Kōsan-ji

Pour les articles homonymes, voir Kōzan-ji.
Kōsan-ji (耕三寺) est une école Hongan-ji du temple bouddhiste Jōdo Shinshū sur l'île Ikuchijima à Onomichi, préfecture de Hiroshima au Japon, fondée en 1936 en l'honneur de sa mère décédée par l'industriel Koso Kōsanji. Sur une superficie d'environ 55 000 m2, bon nombre de ses bâtiments s'inspirent des plus célèbres temples et sanctuaires historiques du pays. Le Miraishin no Oka est un monument de Kazuto Kuetani aménagé avec cinq mille mètres carrés de marbre de Carrare pesant quelque trois mille tonnes. Le musée Kōsan-ji abrite plus de deux mille objets dont dix-neuf biens culturels importants du Japon.